# Coppa Intertoto 1970
La Coppa Intertoto 1970 è stata la quarta edizione di questa competizione (la decima, contando anche quelle della Coppa Rappan) gestita dalla SFP, la società di scommesse svizzera.
Non era prevista la fase finale fra le vincitrici della fase a gironi della fase estiva. Le squadre che si imponevano nei singoli raggruppamenti venivano considerate tutte vincenti a pari merito e ricevevano, oltre ad un piccolo trofeo, un cospicuo premio in denaro.

## Partecipanti
| Nazione                   | Squadra | Campionato | Note |
| ------------------------- | --- | --- | --- |
| Cecoslovacchia (bandiera) | Slovan Bratislava Sklo Union Teplice VSS Košice Tatran Prešov Baník Ostrava ZVL Žilina Slavia Praga               | Campione di Cecoslovacchia 1969-70 5º campionato di Cecoslovacchia 1969-70 8º campionato di Cecoslovacchia 1969-70 9º campionato di Cecoslovacchia 1969-70 11º campionato di Cecoslovacchia 1969-70 12º campionato di Cecoslovacchia 1969-70 13º campionato di Cecoslovacchia 1969-70                                                 | Vincitrice della Coppa Intertoto Girone 4 nell'anno precedente |
| Germania (bandiera)       | Borussia Dortmund Amburgo Kaiserslautern Werder Brema Rot-Weiss Essen Hannover 96 Duisburg Eintracht Braunschweig | 5º campionato di Germania Ovest 1969-70 6º campionato di Germania Ovest 1969-70 10º campionato di Germania Ovest 1969-70 11º campionato di Germania Ovest 1969-70 12º campionato di Germania Ovest 1969-70 13º campionato di Germania Ovest 1969-70 15º campionato di Germania Ovest 1969-70 16º campionato di Germania Ovest 1969-70 | |
| Paesi Bassi (bandiera)    | Twente ADO Den Haag MVV Holland Sport Utrecht                                                                     | 4º campionato d'Olanda 1969-70 6º campionato d'Olanda 1969-70 8º campionato d'Olanda 1969-70 9º campionato d'Olanda 1969-70 16º campionato d'Olanda 1969-70 | |
| Svizzera (bandiera)       | Losanna Grasshoppers Servette Winterthur                                                                          | Vicecampione di Svizzera 1969-70 4º campionato di Svizzera 1969-70 7º campionato di Svizzera 1969-70 8º campionato di Svizzera 1969-70 | |
| Polonia (bandiera)        | Polonia Bytom Zagłębie Sosnowiec Gwardia Varsavia Wisła Cracovia                                                  | 4º campionato di Polonia 1969-70 5º campionato di Polonia 1969-70 6º campionato di Polonia 1969-70 8º campionato di Polonia 1969-70 | Vincitrice della Coppa Intertoto Girone 8 nell'anno precedente |
| Svezia (bandiera)         | IFK Göteborg Malmö FF Djurgården Åtvidaberg Örebro Öster IFK Norrköping GAIS AIK                                  | Campione di Svezia 1969 Vicecampione di Svezia 1969 3º campionato di Svezia 1969 4º campionato di Svezia 1969 5º campionato di Svezia 1969 6º campionato di Svezia 1969 7º campionato di Svezia 1969 8º campionato di Svezia 1969 9º campionato di Svezia 1969                                                                        | Vincitrice della Coppa Intertoto Girone 1 nell'anno precedente Vincitrice Coppa di Svezia 1968-69, Vincitrice della Coppa Intertoto Girone 5 nell'anno precedente |
| Francia (bandiera)        | Olympique Marsiglia                                                                                               | Vicecampione di Francia 1969-70 | |
| Belgio (bandiera)         | Standard Liegi Anderlecht Beveren Waregem                                                                         | Campione del Belgio 1969-70 4º campionato del Belgio 1969-70 5º campionato del Belgio 1969-70 10º campionato del Belgio 1969-70 | |
| Austria (bandiera)        | Wiener Sport-Club LASK Wacker Innsbruck Wattens Austria Salisburgo First Vienna                                   | Vicecampione d'Austria 1969-70 4º campionato d'Austria 1969-70 5º campionato d'Austria 1969-70 7º campionato d'Austria 1969-70 8º campionato d'Austria 1969-70 9º campionato d'Austria 1969-70 | Vincitrice Coppa d'Austria 1969-70 |
| Danimarca (bandiera)      | KB Aalborg Hvidovre Horsens                                                                                       | Vicecampione di Danimarca 1969 3º campionato di Danimarca 1969 4º campionato di Danimarca 1969 5º campionato di Danimarca 1969 | Vincitrice Coppa di Danimarca 1969 |

## Squadre partecipanti
La fase a gironi del torneo era composta da tredici gruppi di quattro squadre ciascuno, le squadre che si imponevano nei singoli raggruppamenti venivano considerate tutte vincenti a pari merito.
Rispetto alla Coppa dell'edizione precedente, non cambiano le Nazioni partecipanti
- In giallo le vincitrici dei gironi.

|           | Austria             | Belgio         | Cecoslovacchia     | Danimarca | Francia             | Germania Ovest         | Paesi Bassi   | Polonia            | Svezia         | Svizzera     |
| Girone A1 | -                   | Standard Liegi | Slovan Bratislava  | -         | -                   | Borussia Dortmund      | -             | -                  | Malmö FF       | -            |
| Girone A2 | -                   | Anderlecht     | -                  | -         | -                   | Amburgo                | ADO Den Haag  | -                  | IFK Göteborg   | -            |
| Girone A3 | -                   | -              | Sklo Union Teplice | -         | -                   | Hannover 96            | Twente        | -                  | Djurgården     | -            |
| Girone A4 | -                   | Waregem        | ZVL Žilina         | -         | -                   | -                      | MVV           | -                  | Örebro         | -            |
| Girone A5 | -                   | -              | VSS Košice         | -         | -                   | Duisburg               | Holland Sport | -                  | Åtvidaberg     | -            |
| Girone B1 | Wiener SC           | -              | -                  | -         | -                   | Eintracht Braunschweig | -             | -                  | IFK Norrköping | Grasshoppers |
| Girone B2 | First Vienna        | -              | Slavia Praga       | -         | -                   | -                      | -             | -                  | GAIS           | Servette     |
| Girone B3 | -                   | -              | -                  | -         | Olympique Marsiglia | -                      | -             | Zagłębie Sosnowiec | AIK            | Losanna      |
| Girone B4 | LASK                | KSK Beveren    | -                  | -         | -                   | Werder Brema           | -             | -                  | Öster          | -            |
| Girone B5 | -                   | -              | -                  | Hvidovre  | -                   | -                      | Utrecht       | Wisła Cracovia     | -              | Winterthur   |
| Girone B6 | Austria Salisburgo  | -              | Tatran Prešov      | KB        | -                   | Kaiserslautern         | -             | -                  | -              | -            |
| Girone B7 | WSG Swarovski Tirol | -              | Baník Ostrava      | Aalborg   | -                   | -                      | -             | Gwardia Varsavia   | -              | -            |
| Girone B8 | Wacker Innsbruck    | -              | -                  | Horsens   | -                   | Rot-Weiss Essen        | -             | Polonia Bytom      | -              | -            |

## Risultati
Date: dal 20 maggio al 21 giugno (gironi della sezione "A") e dal 27 giugno al 1º agosto 1970 (sezione "B").

### Girone A1
| Squadra           | Pti | G | V | N | P | GF | GS | DR |
| ----------------- | --- | - | - | - | - | -- | -- | -- |
| Slovan Bratislava | 10  | 6 | 4 | 2 | 0 | 11 | 5  | +6 |
| Borussia Dortmund | 6   | 6 | 3 | 0 | 3 | 12 | 10 | +2 |
| Standard Liegi    | 4   | 6 | 1 | 2 | 3 | 10 | 13 | –3 |
| Malmö FF          | 4   | 6 | 1 | 2 | 3 | 9  | 14 | –5 |

|          | Slo | Bor | Sta | Mal |
| -------- | --- | --- | --- | --- |
| Slovan   |     | 2-1 | 3-1 | 0-0 |
| Borussia | 0-2 |     | 2-1 | 4-2 |
| Standard | 2-2 | 3-0 |     | 2-2 |
| Malmö    | 1-2 | 0-5 | 4-1 |     |

### Girone A2
| Squadra      | Pti | G | V | N | P | GF | GS | DR |
| ------------ | --- | - | - | - | - | -- | -- | -- |
| Amburgo      | 10  | 6 | 4 | 2 | 0 | 9  | 4  | +5 |
| ADO Den Haag | 9   | 6 | 4 | 1 | 1 | 12 | 5  | +7 |
| IFK Göteborg | 3   | 6 | 0 | 3 | 3 | 11 | 19 | –8 |
| Anderlecht   | 2   | 6 | 0 | 2 | 4 | 10 | 14 | –4 |

|            | Amb | ADO | Göt | And |
| ---------- | --- | --- | --- | --- |
| Amburgo    |     | 2-0 | 1-0 | 1-0 |
| ADO        | 0-0 |     | 5-0 | 2-1 |
| Göteborg   | 3-3 | 1-3 |     | 5-5 |
| Anderlecht | 1-2 | 1-2 | 2-2 |     |

### Girone A3
| Squadra            | Pti | G | V | N | P | GF | GS | DR  |
| ------------------ | --- | - | - | - | - | -- | -- | --- |
| Sklo Union Teplice | 9   | 6 | 4 | 1 | 1 | 19 | 9  | +10 |
| Twente             | 7   | 6 | 2 | 3 | 1 | 12 | 11 | +1  |
| Djurgården         | 4   | 6 | 1 | 2 | 3 | 8  | 13 | –5  |
| Hannover 96        | 4   | 6 | 0 | 4 | 2 | 8  | 14 | –6  |

|            | Tep | Twe | Dju | Han |
| ---------- | --- | --- | --- | --- |
| Teplice    |     | 6-2 | 3-1 | 6-1 |
| Twente     | 2-0 |     | 4-1 | 1-1 |
| Djurgården | 1-2 | 2-2 |     | 2-1 |
| Hannover   | 2-2 | 2-2 | 1-1 |     |

### Girone A4
| Squadra    | Pti | G | V | N | P | GF | GS | DR |
| ---------- | --- | - | - | - | - | -- | -- | -- |
| MVV        | 10  | 6 | 4 | 2 | 0 | 15 | 8  | +7 |
| ZVL Žilina | 7   | 6 | 3 | 1 | 2 | 16 | 9  | +7 |
| Örebro     | 6   | 6 | 2 | 2 | 2 | 4  | 9  | –5 |
| Waregem    | 1   | 6 | 0 | 1 | 5 | 2  | 11 | –9 |

|         | MVV | Žil | Öre | War |
| ------- | --- | --- | --- | --- |
| MVV     |     | 4-3 | 4-0 | 1-0 |
| Žilina  | 3-3 |     | 4-0 | 3-1 |
| Örebro  | 1-1 | 1-0 |     | 0-0 |
| Waregem | 1-2 | 0-3 | 0-2 |     |

### Girone A5
| Squadra       | Pti | G | V | N | P | GF | GS | DR |
| ------------- | --- | - | - | - | - | -- | -- | -- |
| VSS Košice    | 9   | 6 | 4 | 1 | 1 | 12 | 3  | +9 |
| Åtvidaberg    | 9   | 6 | 4 | 1 | 1 | 6  | 4  | +2 |
| Duisburg      | 4   | 6 | 1 | 2 | 3 | 3  | 8  | –5 |
| Holland Sport | 2   | 6 | 1 | 0 | 5 | 6  | 12 | –6 |

|               | Koš | Åtv | Dui | H.S |
| ------------- | --- | --- | --- | --- |
| Košice        |     | 2-0 | 3-0 | 4-1 |
| Åtvidaberg    | 1-0 |     | 0-0 | 2-1 |
| Duisburg      | 1-1 | 0-1 |     | 2-1 |
| Holland Sport | 0-2 | 1-2 | 2-0 |     |

### Girone B1
| Squadra                | Pti | G | V | N | P | GF | GS | DR  |
| ---------------------- | --- | - | - | - | - | -- | -- | --- |
| Eintracht Braunschweig | 10  | 6 | 4 | 2 | 0 | 14 | 4  | +10 |
| Grasshoppers           | 7   | 6 | 3 | 1 | 2 | 8  | 10 | –2  |
| IFK Norrköping         | 4   | 6 | 1 | 2 | 3 | 9  | 9  | 0   |
| Wiener SC              | 3   | 6 | 1 | 1 | 4 | 5  | 13 | –8  |

|              | Bra | Gra | Nor | WSC |
| ------------ | --- | --- | --- | --- |
| Braunschweig |     | 2-0 | 1-0 | 3-0 |
| Grasshoppers | 1-5 |     | 2-1 | 1-0 |
| Norrköping   | 2-2 | 1-1 |     | 3-0 |
| Wiener SC    | 1-1 | 1-3 | 3-2 |     |

### Girone B2
| Squadra      | Pti | G | V | N | P | GF | GS | DR |
| ------------ | --- | - | - | - | - | -- | -- | -- |
| Slavia Praga | 11  | 6 | 5 | 1 | 0 | 16 | 7  | +9 |
| First Vienna | 6   | 6 | 2 | 2 | 2 | 12 | 9  | +3 |
| GAIS         | 4   | 6 | 1 | 2 | 3 | 7  | 13 | –6 |
| Servette     | 3   | 6 | 1 | 1 | 4 | 5  | 11 | –6 |

|          | Sla | Fir | GAIS | Ser |
| -------- | --- | --- | ---- | --- |
| Slavia   |     | 1-1 | 4-0  | 1-0 |
| First    | 2-3 |     | 3-3  | 4-1 |
| GAIS     | 2-3 | 0-2 |      | 1-0 |
| Servette | 2-4 | 1-0 | 1-1  |     |

### Girone B3
| Squadra             | Pti | G | V | N | P | GF | GS | DR |
| ------------------- | --- | - | - | - | - | -- | -- | -- |
| Olympique Marsiglia | 8   | 6 | 3 | 2 | 1 | 17 | 8  | +9 |
| Zagłębie Sosnowiec  | 7   | 6 | 3 | 1 | 2 | 11 | 10 | +1 |
| AIK                 | 5   | 6 | 1 | 3 | 2 | 10 | 14 | –4 |
| Losanna             | 4   | 6 | 0 | 4 | 2 | 5  | 11 | –6 |

|           | Mar | Zag | AIK | Los |
| --------- | --- | --- | --- | --- |
| Marsiglia |     | 3-1 | 6-2 | 4-0 |
| Zagłębie  | 3-2 |     | 2-1 | 3-1 |
| AIK       | 2-2 | 2-1 |     | 1-1 |
| Losanna   | 0-0 | 1-1 | 2-2 |     |

### Girone B4
| Squadra      | Pti | G | V | N | P | GF | GS | DR |
| ------------ | --- | - | - | - | - | -- | -- | -- |
| Öster        | 8   | 6 | 4 | 0 | 2 | 16 | 8  | +8 |
| Werder Brema | 8   | 6 | 2 | 4 | 0 | 11 | 9  | +2 |
| KSK Beveren  | 5   | 6 | 1 | 3 | 2 | 12 | 10 | +2 |
| LASK         | 4   | 6 | 0 | 4 | 2 | 5  | 11 | –6 |

|         | Öst | Wer | Bev | Lin |
| ------- | --- | --- | --- | --- |
| Öster   |     | 1-2 | 1-0 | 4-1 |
| Werder  | 2-1 |     | 0-0 | 1-1 |
| Beveren | 2-5 | 2-2 |     | 4-2 |
| Linz    | 1-4 | 4-4 | 1-1 |     |

### Girone B5
| Squadra        | Pti | G | V | N | P | GF | GS | DR  |
| -------------- | --- | - | - | - | - | -- | -- | --- |
| Wisła Cracovia | 10  | 6 | 5 | 0 | 1 | 11 | 3  | +8  |
| Hvidovre       | 7   | 6 | 3 | 1 | 2 | 11 | 6  | +5  |
| Utrecht        | 6   | 6 | 3 | 0 | 3 | 12 | 10 | +2  |
| Winterthur     | 1   | 6 | 0 | 1 | 5 | 8  | 23 | -15 |

|            | Wis | Hvi | Utr | Win |
| ---------- | --- | --- | --- | --- |
| Wisła      |     | 1-0 | 1-0 | 5-1 |
| Hvidovre   | 0-1 |     | 2-1 | 5-1 |
| Utrecht    | 1-0 | 1-3 |     | 4-3 |
| Winterthur | 1-3 | 1-1 | 1-5 |     |

### Girone B6
| Squadra            | Pti | G | V | N | P | GF | GS | DR |
| ------------------ | --- | - | - | - | - | -- | -- | -- |
| Austria Salisburgo | 7   | 6 | 3 | 1 | 2 | 11 | 6  | +6 |
| Kaiserslautern     | 7   | 6 | 3 | 1 | 2 | 7  | 3  | +4 |
| Tatran Prešov      | 7   | 6 | 3 | 1 | 2 | 5  | 7  | –2 |
| KB                 | 3   | 6 | 1 | 1 | 4 | 4  | 11 | –7 |

|                | Aus | Kai | Tat | KB  |
| -------------- | --- | --- | --- | --- |
| Austria        |     | 1-2 | 2-1 | 6-1 |
| Kaiserslautern | 0-1 |     | 4-0 | 0-1 |
| Tatran         | 1-0 | 0-0 |     | 2-1 |
| KB             | 1-1 | 0-1 | 0-1 |     |

### Girone B7
| Squadra             | Pti | G | V | N | P | GF | GS | DR  |
| ------------------- | --- | - | - | - | - | -- | -- | --- |
| Baník Ostrava OKD   | 11  | 6 | 5 | 1 | 0 | 10 | 2  | +8  |
| Gwardia Varsavia    | 8   | 6 | 3 | 2 | 1 | 17 | 5  | +12 |
| WSG Swarovski Tirol | 4   | 6 | 2 | 0 | 4 | 9  | 15 | –6  |
| Aalborg             | 1   | 6 | 0 | 1 | 5 | 7  | 21 | –14 |

|         | Ban | Gwa | Wat | Aal |
| ------- | --- | --- | --- | --- |
| Baník   |     | 1-0 | 1-0 | 3-0 |
| Gwardia | 1-1 |     | 3-0 | 7-1 |
| Wattens | 0-2 | 1-5 |     | 5-2 |
| Aalborg | 1-2 | 1-1 | 2-3 |     |

### Girone B8
| Squadra          | Pti | G | V | N | P | GF | GS | DR  |
| ---------------- | --- | - | - | - | - | -- | -- | --- |
| Polonia Bytom    | 9   | 6 | 3 | 3 | 0 | 11 | 8  | +3  |
| Wacker Innsbruck | 7   | 6 | 3 | 1 | 2 | 14 | 6  | +8  |
| Rot-Weiss Essen  | 5   | 6 | 2 | 1 | 3 | 16 | 12 | +4  |
| Horsens          | 3   | 6 | 0 | 3 | 3 | 3  | 18 | -15 |

|         | Pol | Wac | Ess | Hor |
| ------- | --- | --- | --- | --- |
| Polonia |     | 1-0 | 3-2 | 2-2 |
| Wacker  | 2-3 |     | 4-1 | 4-0 |
| Essen   | 1-1 | 1-4 |     | 6-0 |
| Horsens | 1-1 | 0-0 | 0-5 |     |